# Bahnhof Veendam
Bahnhof Veendam ist ein niederländischer Bahnhof in Veendam an der Bahnstrecke Stadskanaal–Zuidbroek und ist seit Ende 2011 Endbahnhof der Strecke Groningen–über Zuidbroek nach Veendam. Auch ist er der Endpunkt der Museumlinie „S.T.A.R.“ von Veendam über Stadskanaal nach Musselkanaal. Der Bahnhof wurde 1953 für Personenverkehr geschlossen und 2010 wieder eröffnet.

## Geschichte
Der Bahnhof Veendam wurde 1910 eröffnet. Er lag an der Linie Stadskanaal–Zuidbroek, die von dem Noordoosterlokaalspoorweg (NOLS) und später von der Nederlandse Spoorwegen (NS) gebaut wurde.

## Bahnhofsgebäude
Das Bahnhofgebäude ist im NOLS-Bahnhof-Stil. Nach der Schließung des Bahnhofs 1953 wurde die Linie immer noch für Güterverkehr benutzt. Das Gebäude ist ein Rijksmonument.

## Wiedereröffnung

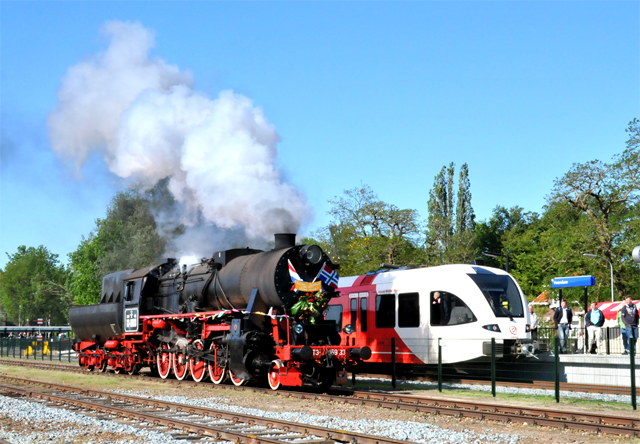
Seit 1. Mai 2011 treffen sich historische und neue Züge im Bahnhof Veendam.

Obwohl Arriva Niederlande bereits 2010 den Betrieb aufnehmen wollte, wurde der Bahnhof Veendam erst am 1. Mai 2011 nach 57 Jahren wieder für Personenverkehr eröffnet, Für die Ausführung der Linie wurden vier Spurt-Züge von Stadler Rail gekauft. Für den Bahnbetrieb von Arriva wurde ein neuer Bahnsteig gebaut.

## Busse
Am 15. September 2011 wurde am Bahnhof ein Busbahnhof eröffnet. Die Buslinien 171, 110, 13, 76, 174, 271 und 71 halten Am Busbahnhof. Auch der Expressbus 110 und der Nachtbus 401 (nur Samstag) halten dort.

## Streckenverbindungen
Der Bahnhof Veendam wird im Jahresfahrplan 2022 von folgenden Linien bedient:
| Zugtyp             | Linienverlauf       | Frequenz      |
| ------------------ | ------------------- | ------------- |
| Stoptrein (Arriva) | Groningen – Veendam | halbstündlich |